# Franquisme
El franquisme va ser un règim polític autoritari i dictatorial vigent a Espanya entre 1939 i 1975, i també és anomenada com a tal la ideologia en què es basà. Basat en el lideratge del general Francisco Franco Bahamonde, el franquisme va néixer amb la victòria militar a la Guerra Civil espanyola. El seu poder es va fonamentar en el control de tots els ressorts de l'Estat: cap d'estat, de govern, del partit únic, el Movimiento Nacional, i de l'exèrcit així com una col·laboració estreta amb l'església Catòlica. Les corts franquistes no van tenir iniciativa legislativa, perquè Franco concentrava el poder executiu i el legislatiu en un govern altament centralitzat. Es trencava així el principi de separació de poders propi d'un règim democràtic. Un potent aparell policíac que perseguia els membres dels partits i dels sindicats clandestins i un fort aparell propagandístic són dues característiques més del franquisme.
Tot plegat va configurar un règim molt personalista que no va sobreviure legalment a la mort del dictador, el 20 de novembre de 1975. Tot i continuar viva la ideologia que se'n derivà així com molts personatges (fins i tot criminals de guerra i torturadors) amnistiats pel procés constitucional conegut com la transició democràtica espanyola (1978).
Segons la premsa del moment, el rei Joan Carles I, va ser l'hereu politic de Francisco Franco, encarregat de comandar l'estat i l'exèrcit Espanyol segons els criteris del moment i l'esperit del movimiento nacional.

## Característiques del règim

### Partit únic
És una dictadura en sentit estricte, on no hi havia sistemes representatius. Existia un únic partit denominat Movimiento Nacional, que estava format per la Falange Española Tradicionalista y de las JONS. A aquest partit havien de pertànyer obligatòriament tots els funcionaris que, a més, havien de jurar els «Principios Fundamentales del Movimiento» recollits en les Lleis Fonamentals, que establien l'organització política de l'Estat, formant un símil de constitució. Espanya es definia com a democràcia orgànica. Aquest sistema suposava negar els drets polítics individuals i deixar la representativitat popular de manera indirecta en mans d'organismes (sindicat vertical, caps de família o municipis). A més, una part dels procuradors a Corts (mancades d'iniciativa legislativa) van ser designats directament per Francisco Franco i d'altres hi eren per dret propi (alguns alts càrrecs militars i eclesiàstics). Aquest sistema pretenia mostrar a la comunitat internacional la il·lusió que a l'Espanya franquista hi havia algun tipus de democràcia.

### Intervencionisme econòmic
L'estat franquista va ser capitalista, però amb un gran intervencionisme econòmic per part de l'Estat, que va intentar millorar l'economia mitjançant els successius «planes de desarrollo». La propietat privada era un dret reconegut, però l'Estat estava per sobre dels interessos individuals. Aquest sistema autoritari, intervencionista i controlador deixava els empresaris i terratinents per sobre dels treballadors en les negociacions.
El control de les relacions laborals l'exercia el Sindicat Vertical i les vagues eren considerades subversives i, per tant, estaven prohibides. A partir dels anys cinquanta, Franco va anar suavitzant l'intervencionisme del règim, l'autarquia, per sortir de la crisi econòmica i assegurar el suport i les inversions dels aliats occidentals.

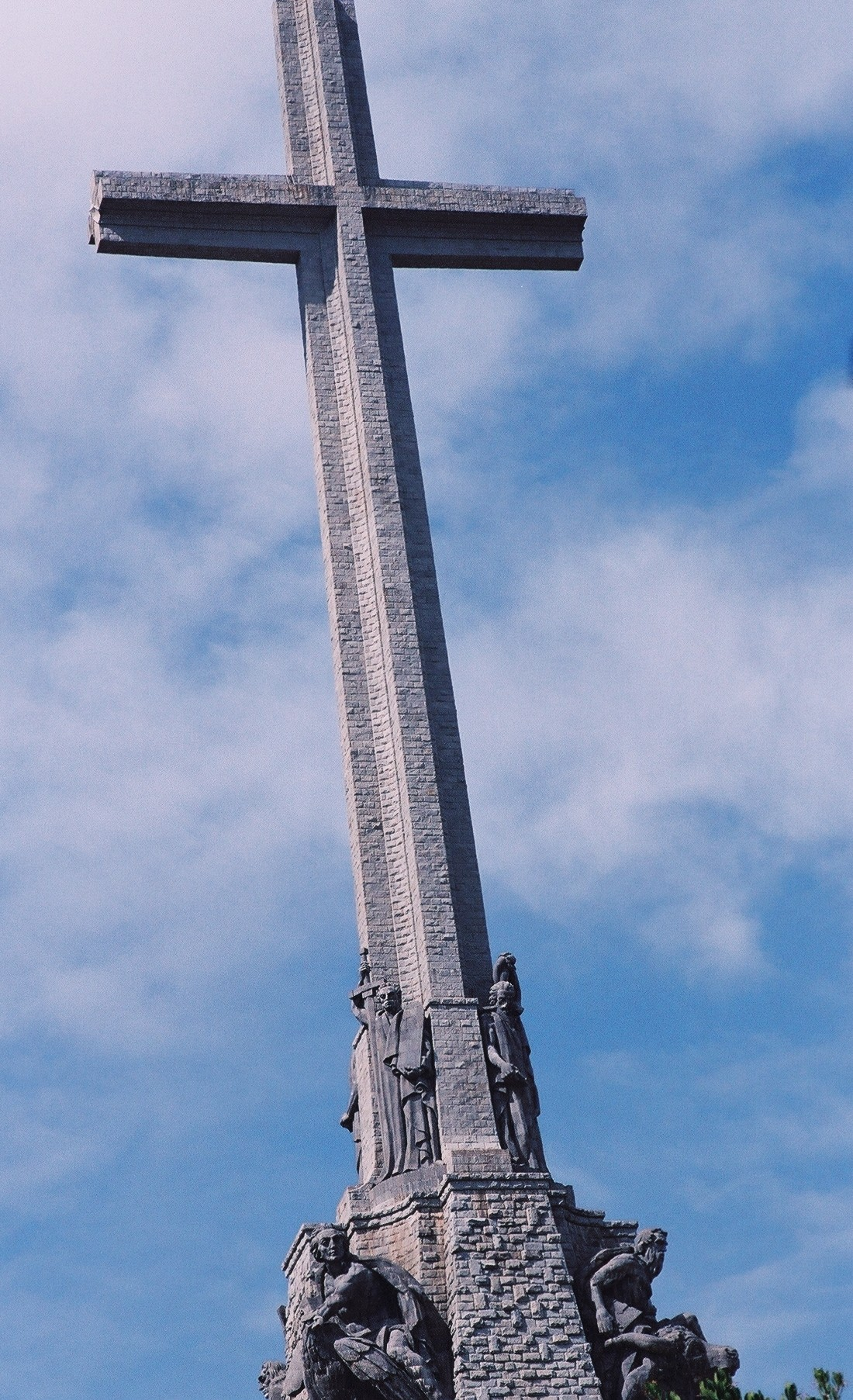
La creu del Valle de los Caídos s'aixeca sobre la tomba de Franco

### Ideologia: el nacionalcatolicisme
El franquisme, a diferència d'altres moviments de caràcter totalitari, com el feixisme italià i el nazisme, no va aportar una ideologia pròpia ben definida ni innovadora. El franquisme es basava en la ideologia dels que donaren suport al cop d'estat del 18 de juliol de 1936 de caràcter militar (el «glorioso alzamiento nacional»). Les bases ideològiques del règim van ser les dels sectors tradicionalistes conservadors i feixistes.
Juntament amb l'Onésimo Redondo i el Ramiro Ledesma, el principal ideòleg del feixisme espanyol va ser José Antonio Primo de Rivera de Falange, partit que va suposar un intent d'imitació a Espanya del feixisme italià, tot i que compartia trets amb el DAP (precursor del nacionalsocialisme alemany), com ara el nacionalsindicalisme i l'organicisme social. Un cop mort Primo de Rivera durant la Guerra Civil espanyola, Franco va desactivar l'amenaça que aquest moviment podria suposar per al seu lideratge, primer obligant la Falange a fondre's amb el carlisme dins un partit únic —la Falange Española Tradicionalista y de las JONS— i posteriorment apartant els caps falangistes dels primers llocs de responsabilitat política.
El franquisme va consistir, bàsicament, en una defensa estricta de la confessionalitat catòlica de l'Estat, de la propietat privada, de l'estructura familiar tradicional, una visió militarista de la vida política i una animadversió intensa envers el comunisme i el sistema democràtic de partits, que eren vists com els grans enemics d'aquells valors. Va ser, doncs, un moviment polític plural en el qual Franco era el moderador i el líder indiscutible —el «Generalísimo». A més, el gran pragmatisme de Franco va permetre que el règim s'anés adaptant a les circumstàncies internes i internacionals de cada moment. Així, fins al 1945, amb la derrota dels nazis en la Segona Guerra Mundial, serà un règim de tipus feixista en sentit estricte; després anirà variant sense perdre el seu autoritarisme i els principis ideològics més significatius.
L'Església Catòlica, al principi de la Guerra Civil espanyola va ser un baluard del franquisme, malgrat alguna excepció inicial com el cardenal de Tarragona Vidal i Barraquer, que va morir a l'exili. L'església s'havia sentit atacada per la República i Franco es va presentar com l'home escollit per Déu per salvar la pàtria. L'Església va recolzar aquesta tesi i Franco li va concedir molts privilegis en el Concordat del 1953: benestar econòmic, poder social, un fur específic pel qual el clergat era jutjat de forma diferent, el matrimoni canònic era l'únic permès, ensenyament de la doctrina als centres d'educació, manca de censura en les seves publicacions... Amb tot, els anys 60 l'Església Catòlica Espanyola viu un profund procés de renovació arran del Concili Vaticà II. Apareixen nous capellans joves que no han viscut la Guerra Civil i la postguerra, amb actitud crítica al règim tant des del punt de vista social com polític. A més, l'Església basca serà sempre pròxima al nacionalisme i també serà crítica amb la dictadura. Així, es van produint canvis en part de l'Església que el Generalísimo mai va entendre i que es van fer evidents quan el 1970, un Franco malalt va fer les seves últimes execucions procés de Burgos i el Papa les va condemnar públicament.
L'amalgama ideològica que el règim va utilitzar per a consolidar-se ha rebut sovint en la bibliografia acadèmica el nom de nacionalcatolicisme, en virtut de dos dels pilars bàsics de la ideologia del règim: la defensa aferrissada de la unitat espanyola, identificada amb la llengua castellana i contrària a qualsevol reconeixement d'altres realitats nacionals —aspecte que l'apartava de les aspiracions dels carlins que, tot i defensar la unitat espanyola, volien un reconeixement de les regions històriques— i la identificació total entre Església Catòlica i Estat.

#### Elements de rerefons racista
Com a base prèvia no es pot menystenir la influència dels corrents inteŀlectuals occidentals vers els individus: si els individus són sans i patriotes, i assumeixen el seu lloc dins la piràmide social, la societat i en conseqüència la nació assoleix un lideratge. Des del s. XIX A França i la Gran Bretanya es teoritza que la degeneració racial és causa dels conflictes contra l'statu quo, com ara l'ascens del comunisme, i es propugna l'eugenèsia per a netejar la pròpia raça, i el racisme per a evitar-ne la barreja amb "races inferiors". I durant el primer terç del s. XX aquesta teorització vers "l'home nou" agafa força, essent el seu zenit la política racial nazi.
A Espanya, en barrejar-se amb el regeneracionisme autòcton, el degeneracionisme també tingué repercussió, atès que les elits polítiques i socials que patrimonialitzen Espanya, i que no digerien la pèrdua colonial, veuen en la República i la minsa autonomia catalana una amenaça al seu poder, riquesa i privilegis. Tampoc es pot pair la riquesa industrial catalana, i s'acusa Catalunya de tindre tracte de favor, empobrint a la resta d'espanyols, en un comportament que es qualifica de semític (tanmateix la ideologia nacionalsocialista, és emprar el treball com a mitjà per explotar i sotmetre les nacions). Segons en Paul Preston al llibre "Arquitectes del terror. Franco i els artífex de l'odi", una sèrie de personatges teoritzaren sobre "l'antiespanya", assenyalant els enemics, i en aquest sentit s'acusà els polítics i inteŀlectuals republicans de ser de raça jueva o ser-ne servidors en tant que maçons. Aquesta acusació es generalitza pel que fa a Catalunya a la majoria de polítics i inteŀlectuals, començant per Macià, Companys i Cambó, assenyalats com a jueus. A "Racisme i supremacisme polítics a l'Espanya contemporània", es documenta aquest pensament de la part social que es sollevaria contra la República. En una barreja de degeneracionisme, regeneracionisme, i neocolonialime, es postula que la raça espanyola -sempre entesa com a castellana- ha degenerat, i els individus degenerats són proclius a "contraure" el comunisme i el separatisme. A més, algunes zones, com el sud peninsular i els Països catalans són considerades degenerades a l'engrós, els primers a causa de restes àrabs que els du a un comportament "rifeny", i els segons a causa de restes semítiques que els du vers el comunisme i separatisme (s'anomena separatisme al catanalisme de tot pel). La degeneració dels individus crida a fer-ne una neteja si es vol una nació prospera i líder, capaç de bastir un imperi, una de les obsessions del franquisme (com també dels altres règims totalitaris del moment). En aquest sentit es pot esmentar una entrevista en un diari italià on Franco descriu que la guerra tenia com a objectiu «salvar a la Patria que se hundía en el mar de la disociación y de la degeneración racial», i també que el portaveu rebel Gonzalo de Aguilera, el 1937 afirmà a un periodista: “Ahora espero que usted comprenda qué es lo que entendemos por la regeneración de España… Nuestro programa consiste en exterminar un tercio de la población masculina española…”. A més de la repressió arreu d'Espanya contra individus assenyalats, tot plegat sembla ser l'origen de la repressió ferotge, com ara el Terror de don Bruno, a Andalusia, i la repressió no menys ferotge contra Catalunya, amb l'afegit que la derivada, l'atac a la cultura catalana s'allarga durant tot el franquisme i acaba esdevenint un element estructural de l'Estat.

### L'aparell propagandista
Van ser trets característics del franquisme (après dels seus aliats durant la guerra alemanys i italians, els nazis i els feixistes) un fort ús de l'aparell propagandístic basat en el control dels mitjans de comunicació, que difonien la ideologia del règim, l'ús i abús de la censura i el control de l'ensenyament i la població en general.

## Història

Divisió provincial i regional d'Espanya el 1960, incloent-hi les províncies espanyoles a Àfrica.

El govern del general Franco va evolucionar al llarg d'aquests quaranta anys, i s'hi poden distingir sis etapes ben diferenciades:
- El període blau, que va ser una fase totalitària fins a la fi de la Segona Guerra Mundial i l'enderroc dels règims feixistes nazi i italià (1939-1945).
- L'època de la supervivència exterior i interior, que va ser un període d'autarquia econòmica i una tímida obertura internacional (1945-1953).
- L'etapa nacional catòlica, 1953-1959.
- El desarrollismo (1959-1966) caracteritzada per mesures liberalitzadores de l'economia.
- L'aperturisme, 1966-1969.
- El franquisme tardà, 1969-1975.

### El «període blau» o la fase totalitària (1939-1945)

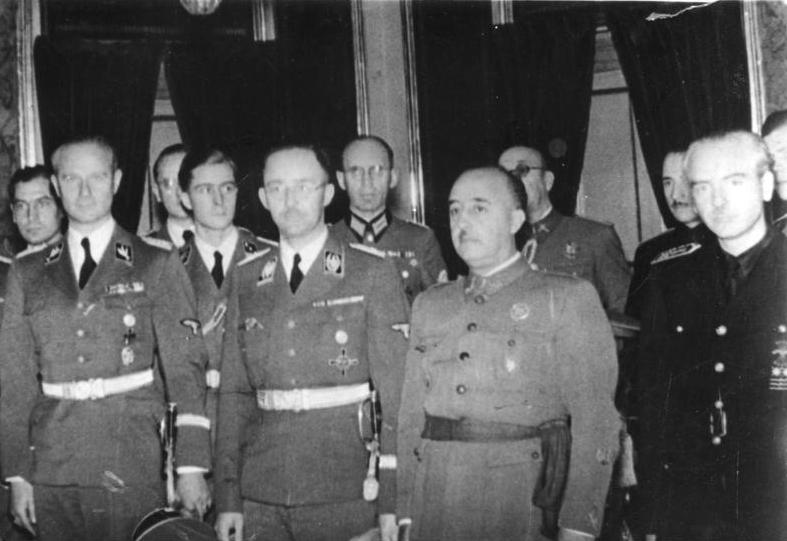
Trobada a Espanya del general Franco i Heinrich Himmler (cap de les Schutzstaffel), amb Ramón Serrano Suñer, 1940. Fotografia conservada al Bundesarchiv. Per a la historiografia franquista tardana aquesta intervenció va ser a la vegada molesta i còmoda. Després de 1945, Hitler ja no és un aliat presentable. Però s'hi poden descarregar sobre ell determinats pecats.

L'1 d'abril de 1939, un Franco victoriós va llançar el seu darrer «parte de guerra». Acabada la Guerra Civil espanyola va començar la repressió dels vencedors, la por i la gana. Franco es va proclamar «Caudillo de España por la gracia de Dios». Els suports socials inicials al règim van sorgir dels qui havien donat suport al cop d'estat del 18 de juliol de l'any 1936: els grans terratinents i els burgesos industrials i financers (la burgesia catalana i la basca van ser favorables al règim), bona part de la petita burgesia i la pagesia catòlica.
El «període blau» —pel color simbòlic de la Falange Española— va estar molt determinat per la marxa de la Segona Guerra Mundial. Durant els anys victoriosos de l'Eix, Espanya va estar a punt d'entrar a la contesa. Però davant la incapacitat militar de fer-ho —Hitler va arribar a la conclusió que Espanya seria més aviat un destorb que una ajuda— Franco es va preparar per a la victòria dels nazis organitzant governs composts per militars i falangistes, i deixant que el «cunyadíssim» Serrano Suñer tingués un protagonisme clar com a ministre d'afers exteriors (octubre de 1940). Però a partir de 1943 es va començar a constatar que el resultat final de la guerra no estava tan clar i es va suavitzar l'actitud envers els aliats, la qual cosa va significar un increment dels intercanvis comercials amb aquests que van alleugerir la penúria espanyola.

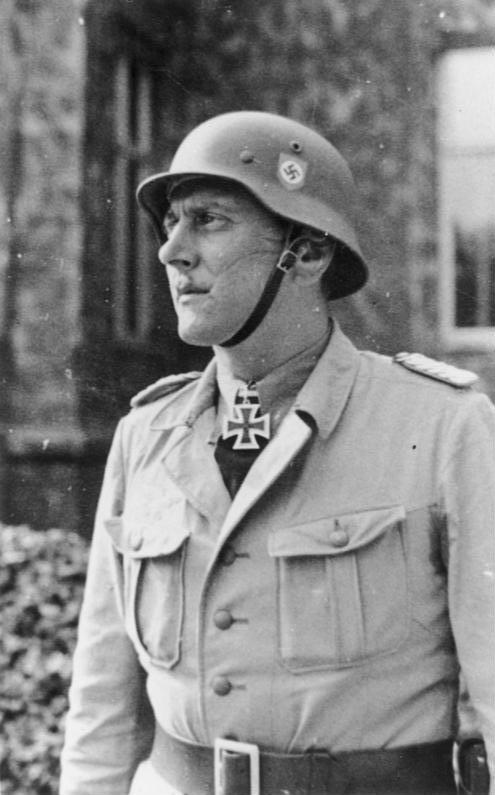
Fotografia d'Otto Skorzeny el 1943, «l'alliberador de Mussolini». L'Espanya de Franco va ser un paradís dels fugitius feixistes. Skorzeny va ser, potser, el cas més sorollós de tots els fidels vassalls d'Adolf Hitler que van arribar a l'Estat espanyol. Però no va ser l'únic que hi va trobar un refugi segur. Altres membres feixistes que trobaren aixopluc van ser León Degrelle, coronel de les Waffen-SS, establert a Espanya tot i ser reclamat per la justícia belga; Louis Darquier de Pellepois, encarregat de la deportació de jueus del govern de Vichy; Maurice Gabolde, ministre de justícia del mateix govern; René Lagrou, cap de les SS flamenques o el general Vjekoslav Luburic, responsable dels camps de concentració croates.

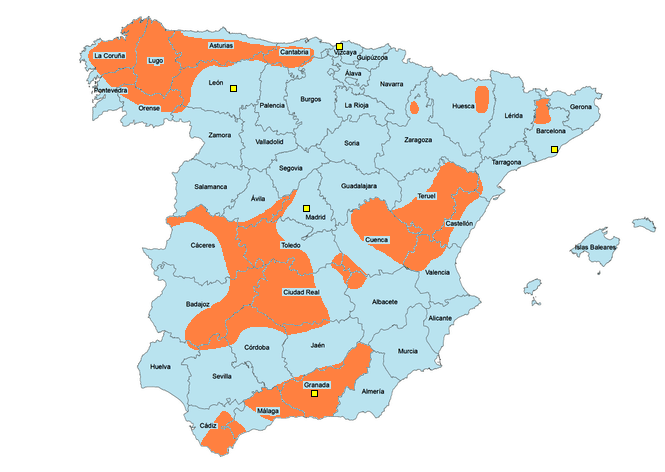
Principals àrees d'acció dels maquis

Mentrestant, l'oposició a l'exili va començar a pensar que el final de la Segona Guerra Mundial i la victòria dels aliats comportaria forçosament el derrocament de Franco. Així ho veien fins i tot algunes personalitats properes al règim però de tarannà monàrquic, que el juny de 1943 es van dirigir al Caudillo i el van convidar a la restauració plena de la monarquia. A l'altre extrem de l'arc polític, una divisió de guerrillers comunistes, el maquis, que havien participat en l'alliberament de França lluitant contra els alemanys, van entrar per la Vall d'Aran l'octubre de 1944, amb la vana esperança de provocar un alçament popular. Acabada la Segona Guerra Mundial, els vencedors no van fer cap intent per liquidar el franquisme. Altres autors han postulat un allargament de l'etapa blava perllongant-la a tot el període autàrquic del primer franquisme (1938-1957) fins a l'establiment dels governs tecnocràtics.

#### La repressió interior
En els primers anys, el règim franquista va dur a terme una repressió brutal contra els adversaris i, durant la Segona Guerra Mundial, va donar suport a Adolf Hitler i Mussolini. A l'interior, les autoritats franquistes van cercar suports i complicitats. Molts patiren el regust de la repressió: afusellaments, vexacions personals i familiars, espoliació econòmica, ciutadans de segona categoria, amb deures però sense drets. Es va incitar a la delació i a la denúncia, responent a la voluntat política d'implicar, directament o indirectament, el màxim de persones en la repressió: els uns perquè es beneficiarien de les depuracions, altres per satisfer les ànsies de revenja i altres per fer mèrits. Així, van enviar els sospitosos de suport a la República a les presons, d'on molts sortiren amb la salut malmesa per sempre. Una vegada eren posats en llibertat, s'havien de presentar periòdicament a la Guàrdia Civil i no podien exercir cap càrrec públic. L'onada repressiva no va ser puntual, sinó que va tenir una dramàtica persistència, puix que l'estat de guerra decretat el juliol de 1936 no fou derogat fins al 7 d'abril de 1948. Josep Maria Solé i Sabaté xifra en uns 4.000 els catalans executats a Catalunya. No foren més perquè molts es van exiliar. Els afusellaments dictats pel franquisme es van caracteritzar per la seva planificació sistemàtica: «calia executar arbitràriament per demostrar el poder i la força, per instaurar el terror fins al moll de l'os de la societat civil. Franco convertí Espanya en una caserna regida per la jerarquia, la disciplina i el tuf d'encens».
La llei de Responsabilitats Polítiques del 9 de febrer de 1939 i la de «Confiscación de Bienes Marxistas» del 23 de setembre del mateix any van concretar que les propietats immobles, mobles i els recursos econòmics dels partits, sindicats, associacions, entitats, publicacions, emissores de ràdio serien espoliades, passant una part al patrimoni de diferents organismes del nou Estat i la resta seria subhastada. Els diaris d'esquerra van ser espoliats i van passar a formar part de la premsa del règim. Les persones exiliades, en alguns casos, van ser desposseïdes d'una part del seu patrimoni (cases, mobles, terres...). A les administracions públiques van ser depurades totes aquelles persones no addictes al règim i en el sector privat; l'exercici de certes professions liberals va ser també objecte de depuracions obligatòries en tots els col·legis professionals (advocats, metges...). A les empreses privades (bancs, fàbriques...) també es van dur a terme, però van dependre fonamentalment de la decisió de la direcció de l'empresa.

Tots els partits polítics i sindicats van ser proscrits i perseguits. A Catalunya va començar una dura repressió política i l'esclat d'una forta descatalanització, que es va manifestar en persecucions de la llengua i els senyals d'identitat pròpies. Arreu es va imposar una dura reacció social, i al carrer va irrompre una nova simbologia plena de banderes imperials i salutacions a la romana. Josep Benet i Morell va afirmar que el franquisme cercava «la desaparició de Catalunya com a minoria nacional dins l'Estat espanyol, amb la destrucció de la seva personalitat lingüística i cultural». El símbol d'aquesta política va ser l'afusellament, el 15 d'octubre de 1940, del president Lluís Companys, lliurat per l'Alemanya nazi al general Franco. La seva mort representava ben clarament les intencions que el règim tenia envers Catalunya.

### L'autarquia econòmica (1945-1953)
La fi de la Segona Guerra Mundial van encetar un nou ordre mundial, conegut posteriorment amb el nom de la guerra freda. Nous enemics per a Occident i noves consideracions cap al règim de Franco, que va passar a veure's com un fre contra el comunisme que venia de l'Est. Amb tot el triomf de les potències aliades democràtiques va suposar una dura condemna al règim franquista, el qual es veié aïllat internacionalment. Franco hi respongué amb una política econòmica autàrquica que va alentir el desenvolupament de l'Estat i que va agreujar les dures condicions de vida de la població durant més d'una dècada. La Ley de Sucesión en la Jefatura del Estado va ser aprovada per les Corts espanyoles en la sessió de 7 de juny de 1947 i sotmesa a referèndum, que es va celebrar el 6 de juliol de 1947, entrant en vigor el 27 de juliol de 1947.

#### De l'aïllament internacional a l'acceptació del règim
El règim franquista va evitar la implicació directa a la Segona Guerra Mundial però, acabada aquesta, en els primers moments, el règim van viure en un aïllament diplomàtic total. Aquest aïllament es va concretar en el rebuig de l'ONU a l'ingrés d'Espanya per decisió de l'Assemblea General, l'octubre de 1946, i va ser reforçat pel tancament de fronteres aplicat per França, on comunistes i socialistes havien obtingut la meitat dels escons de l'Assemblea Nacional Francesa el 1945. Només Portugal i nou països llatinoamericans encapçalats per l'Argentina de Perón es van oposar al blocatge.
A mesura que creixia a Europa la tensió entre els països occidentals i la Unió Soviètica, predient el que seria la guerra freda, Franco va poder constatar que l'aïllament tenia els dies comptats, ja que l'insistent anticomunisme del règim i la posició geoestratègica d'Espanya acabarien resultant útils en el nou context europeu. A partir de 1948 l'actitud nord-americana cap al franquisme es va fer més i més complaent i el mateix va passar amb la resta de països occidentals. Fins que el 4 de novembre de 1950, i per la resolució 386 (V) de l'Assemblea General, l'ONU va derogar l'acord de 1946 i va acceptar el règim de Franco en els organismes internacionals; cinc anys més tard va accedir a l'Organització.
De totes maneres, el 1951 el Congrés nord-americà ja havia votat un important crèdit a favor d'Espanya. El 1953 es va signar el concordat amb el Vaticà el Pacte de Madrid en virtut dels quals els Estats Units rearmarien l'exèrcit espanyol, a canvi de la concessió de bases navals i aèries, algunes amb capacitat per a armes nuclears. Aquests pactes van ser decisius per al futur desenvolupisme (1959-1966), no pas tant per l'ajuda directa, però pel fet que contribuïen a la integració d'Espanya en la comunitat internacional.

#### La feble oposició interior
Mentrestant, l'oposició interior —en contrast amb l'exterior— s'estava mobilitzant des de 1946, moltes vegades de manera espontània. L'estratègia guerrillera propiciada i potenciada pels comunistes s'havia anat desmuntant des de 1948, encara que fins al principi dels anys seixanta van continuar operant figures aïllades, especialment a les grans ciutats, com Barcelona. Per contra, es va començar a aplicar una estratègia d'infiltració als sindicats franquistes.
Però les vagues organitzades pels obrers com a protesta per les dures condicions de vida anaven adquirint ja una destacada importància, especialment a Catalunya. Van ser significatives la vaga general de Manresa, el gener de 1946; la de Mataró, el març, i, sobretot, la vaga de tramvies de Barcelona, els mesos de febrer i març de 1951, que va continuar amb manifestacions i aturades al cinturó industrial i va ser el primer gran desafiament al règim des de l'interior.

### El període del nacionalcatolicisme (1953-1959)

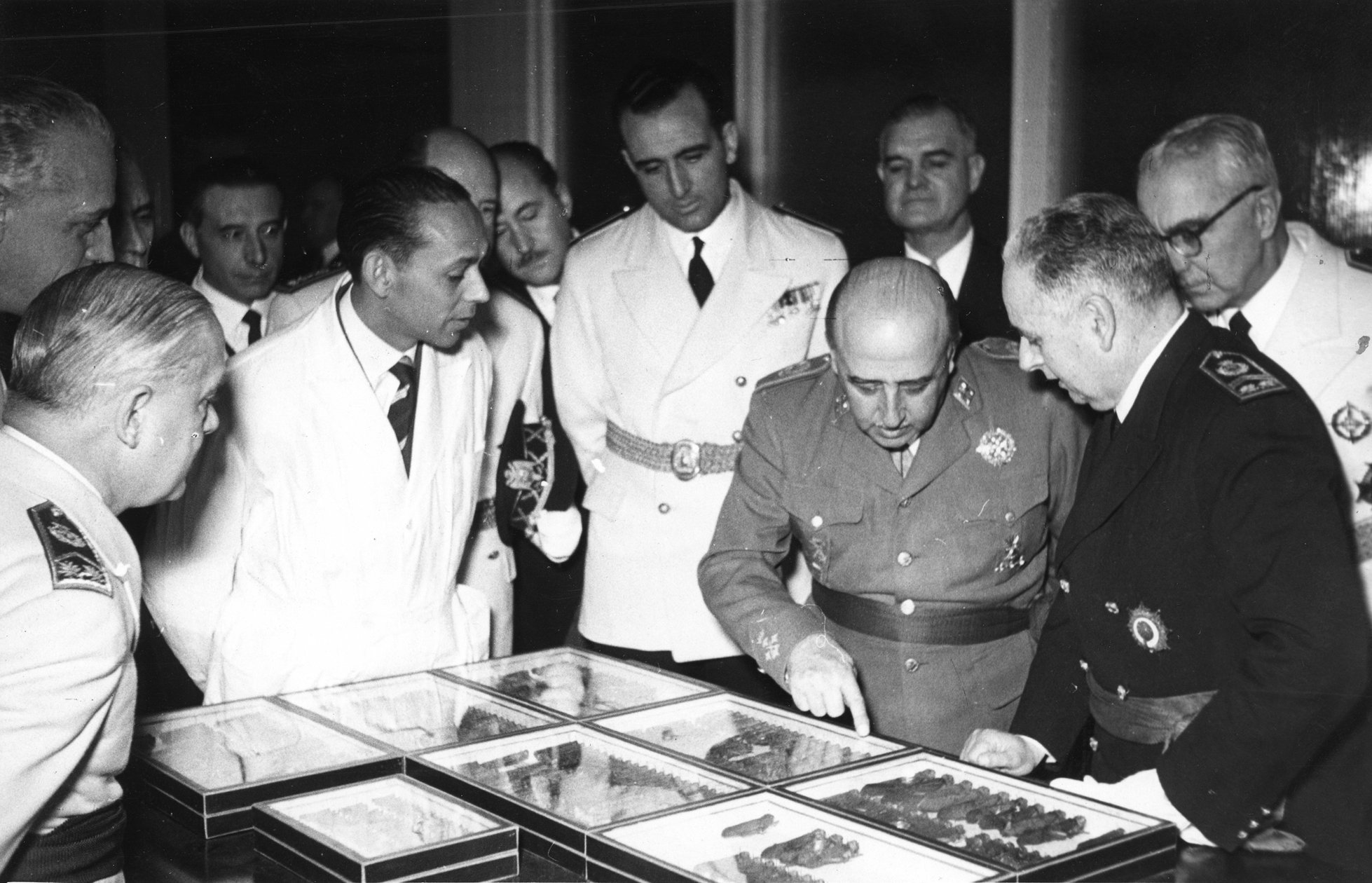
Eugenio Morales Agacino (centre-esquerra) i Francisco Franco en la inauguració de les noves instal·lacions del INIA en Puerta de Hierro, Madrid (11 de març de 1954).

Al decenni dels cinquanta, quan ja pràcticament s'havia acabat la postguerra, l'autarquia vivia la seva darrera etapa i la guerra freda i el marcat caràcter anticomunista del règim li van permetre de trencar el seu aïllament, i l'any 1953 se signaven el Concordat del 1953 amb la Santa Seu i el Tractat de Cooperació amb els Estats Units pel qual l'exèrcit nord-americà podia utilitzar les bases militars en territori espanyol (Morón, Rota, Torrejón i Saragossa) a canvi del reconeixement dels Estats Units al govern franquista i rebre ajut econòmic. El pacte va significar, per tant, el reconeixement internacional del règim de Franco.
L'any 1955 Espanya va ingressar a les Nacions Unides; la guerra freda havia donat un nou valor a la ideologia anticomunista del règim de Franco i aquest havia donat per acabats els discursos contra el capitalisme: «Que extirpemos ese afán de codicia, de riqueza rápida, que va contra la fraternidad cristiana, contra el sentido católico de nuestro pueblo, y que al fin y a la postre, todos han de pagar a la hora de la muerte». L'admissió de l'Espanya de Franco als fòrums internacionals i les creixents ajudes econòmiques de l'exterior forçaven el règim a un canvi de política econòmica. Ja no es podia mantenir gaire temps més l'autarquia, pròpia dels anys de lluita per la supervivència enmig de l'aïllament internacional.

#### L'accés al poder dels tecnòcrates
L'economia d'aquest període va créixer, però el seu desenvolupament era fràgil i desequilibrat amb perilloses tendències a la inflació. Una expressió de les tensions socials que generava aquesta evolució fou la Vaga de tramvies (1957), que una vegada més es van manifestar amb especial força a Catalunya, durant la primavera. Una vegada més perquè ja l'any 1951 hi havia hagut una primera Vaga de tramvies a Catalunya.
Però per dur a terme el cop de timó econòmic calia un canvi polític. Aquest es va efectuar per fases, amb Franco controlant tota l'operació a base de moviments cap endavant i cap enrere, jugant amb les ambicions contradictòries dels grups polítics que componien el règim. La situació es va catalitzar entre desembre de 1956 i febrer de 1957.
En la primera data va entrar al govern López Rodó, i ja al febrer, ho van fer Planell (Indústria), Cánovas (Agricultura), Ullastres (Comerç) i Navarro Rubio (Hisenda). En el gabinet quedaven sis ministres falangistes, però els nouvinguts tenien en comú que pertanyien a l'Opus Dei, i com a tals havien rebut una formació acurada, alguns en universitats anglosaxones, i més concretament a la Harvard Bussines School. D'aquesta manera accedia al poder una generació de tecnòcrates vinculats a l'Església Catòlica. En part, com s'ha dit més amunt, aquesta operació obeïa a les exigències de la política econòmica. Els tècnics de l'Opus Dei eren partidaris d'una transició cap a un model d'economia liberal i estaven preparats per a dur-lo a terme, i també per aplicar les recomanacions que ja estaven fent els organismes internacionals.
D'això en va ser una bona mostra l'anomenat Pla d'estabilització, publicat a mitjan 1959. En aquell moment, Espanya ja havia ingressat a l'Organització Europea de Cooperació Econòmica, al Fons Monetari Internacional i al Banc Internacional de Reconstrucció i Foment. D'alguna manera, el règim franquista estava adaptant a les seves circumstàncies les experiències de la democràcia cristiana (més aviat de model italià) i del gaullisme francès (De Gaulle s'havia convertit en president el 1958). En tots dos casos, els tecnòcrates dominaven el poder executiu que apostava pel desarrolismo, del qual s'intentava apartar els partits polítics.
El trànsit cap al nacionalcatolicisme tenia l'efecte d'anar apartant del poder la Falange. Aquest organisme polític, en teoria, continuava detenint la titularitat ideològica del règim, però en aquest punt dels anys cinquanta ja era una rèmora del seu passat filofeixista, i això era políticament molt incòmode per a la integració d'Espanya als fòrums internacionals.

#### L'oposició dels anys cinquanta
Pel que fa a l'oposició, els anys cinquanta van ser també una etapa de transició en què va prevaler la ineficàcia. Els governs republicans a l'exili mexicà havien perdut gairebé tot el seu significat polític i vivien desconnectats de la realitat espanyola. Els socialistes continuaven massa lligats al seu dogmatisme i a la mentalitat de guerra civil. Els comunistes feien esforços per a aplicar l'estratègia d'infiltració sindical i començaven a obtenir bons resultats. Aleshores, i com a símptoma dels canvis operats després de la mort de Stalin, el líder històric Vicente Uribe va cedir el seu lloc a un jove i enèrgic dirigent, Santiago Carrillo que, durant el seu mandat, dotaria al partit d'un caire eurocomunista allunyant-lo de l'òrbita estalinista.
En el bàndol monàrquic, Joan de Borbó i Battenberg es va entrevistar el 1954 amb Franco, que li va prometre que en el futur es restabliria la monarquia i va acceptar que el príncep Joan Carles estudiés a Espanya, restant l'hereu d'Alfons XIII al seu exili a Estoril (Portugal).

### El desenvolupisme (1959-1966)

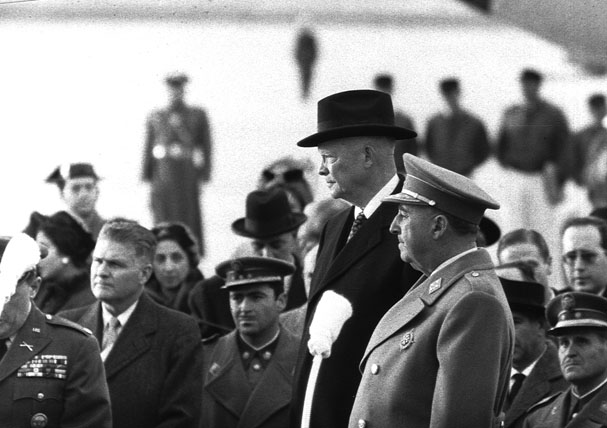
Visita del president Eisenhower a Francisco Franco, Madrid, any 1959

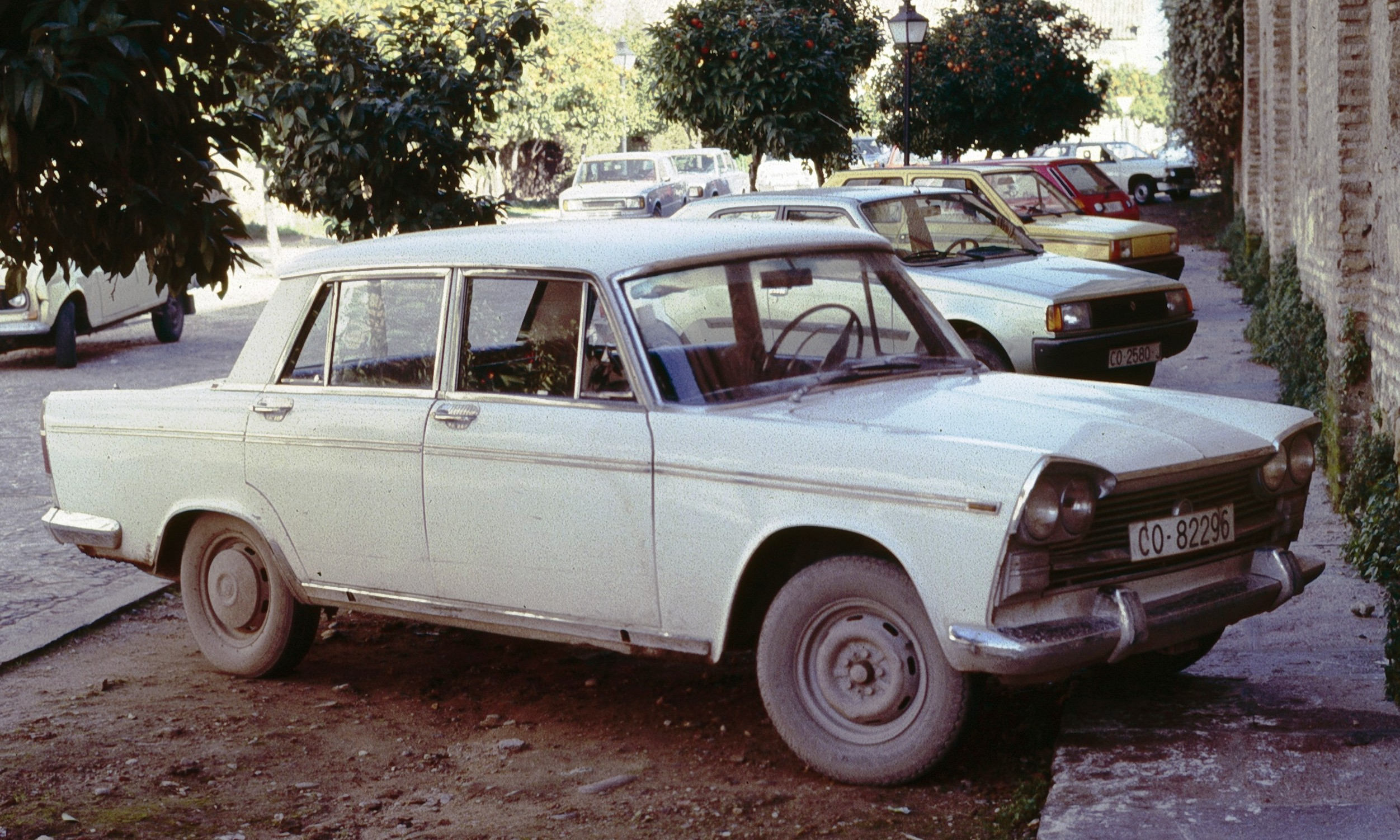
Seat 1500 de l'any 1968, fotografia de 1979. El 1948 es va firmar un acord de col·laboració entre la Fiat (Fabrica Italiana di Automobili Torino) i l'INI (Instituto Nacional de Industria). Naixia la Sociedad Española de Automóviles de Turismo, S.A. (Seat). Els accionistes espanyols volien que la fàbrica s'instal·lés a Valladolid o Burgos. Però finalment es va imposar el criteri dels italians i el 1950 es va col·locar la primera pedra de la planta de la Zona Franca de Barcelona. El primer Seat, un 1400 va veure la llum el 13 de novembre de 1953.

Durant aquests anys es van iniciar les grans transformacions econòmiques i polítiques del franquisme. El fracàs de l'autarquia i el reconeixement internacional del règim —des de 1955 Espanya era membre de l'ONU— van suposar un canvi important en l'orientació econòmica de l'Estat. Es van introduir mesures liberalitzadores de l'economia, i el capital estranger, atret per l'estabilitat política i la mà d'obra abundant i barata, va començar a invertir.

#### El miracle econòmic espanyol
Els anys seixanta van ser els del miracle econòmic espanyol (desarrollismo), al qual van contribuir la massiva inversió de capital estranger, el turisme i l'emigració de treballadors espanyols als països europeus més rics. El turisme va estar decisivament afavorit per la supressió dels visats d'entrada per als ciutadans de l'Europa Occidental. El requisit es va abolir el mes d'abril de 1959 i aquell mateix any van entrar a Espanya més de quatre milions de turistes. El règim franquista no va renunciar a un cert control de l'economia, cosa que quedà palesa en els anomenats plans de desenvolupament. El primer pla de desenvolupament es va aplicar entre 1964 i 1967 (dirigit per López Bravo i Laureà López Rodó) i preveia els peculiars «pols de desenvolupament». El govern havia d'escollir determinades zones on instal·lar noves empreses (regions alternatives als focus tradicionals de Catalunya i el País Basc) i oferiria avantatges de tota classe a les firmes que decidissin acudir-hi.
Tot i que les previsions optimistes respecte als pols de desenvolupament no es van complir —una cosa característica d'aquest tipus d'assaigs dirigistes— els indicadors d'aquests anys de desenvolupisme van ser de vegades espectaculars. Van créixer les reserves de divises i el dèficit de la balança de pagaments es va reduir dràsticament fins que gairebé va desaparèixer.
L'atur era de l'1% el 1960 i va descendir en els dos anys següents, però, sobretot, hi va haver moments en què es va assolir un creixement anual del PIB del 8% i fins del 9% (en aquella època només ho superava el Japó) i l'ingrés per capita dels espanyols va augmentar el 70% només en quatre anys.
Van ser pols de promoció: Burgos i Huelva. Van ser pols de desenvolupament: la Corunya, Sevilla, Valladolid, Vigo i Saragossa.

#### Els canvis socials
Socialment, la classe mitjana espanyola va créixer notablement en aquests anys i, en part, va esdevenir el sustentador social del règim. D'una altra banda, van ser temps de gran emigració del camp a la ciutat i del sud a les regions més riques, fenomen afavorit pels escassos resultats de la política desarrollista al camp. Les importacions d'aliments per cobrir aquests errors van amenaçar la balança de pagaments.

### L'aperturisme (1966-1969)
Amb l'arribada del turisme a les costes i d'una nova font d'ingressos van aparèixer noves formes de vida, juntament amb l'arribada a les fàbriques i a la universitat de les generacions que no havien participat en la Guerra Civil espanyola van posar de manifest les limitacions d'un règim autoritari car el nivell de llibertat personal i política no va augmentar de la mateixa manera. Per tant, entre 1966 i 1969, el protagonisme va ser de la política interior, mentre que en l'etapa precedent el més destacat corresponia a l'economia.
En la primera meitat dels anys seixanta, la política repressiva del règim encara es va fer notar amb rigor, per exemple, en l'execució del dirigent comunista Julián Grimau, o en els 28 anys de condemna per a José Sandoval, membre del comitè central del mateix partit. El més significatiu, però, va ser l'aparició d'un nou tipus d'oposició, més arrelada a Espanya i menys lligada a l'estructura i la disciplina dels partits a l'exili. Les universitats, focus d'una contestació cada vegada més àmplia, i alguns sectors de l'Església, en són bons exemples. Però la classe mitjana que havia aparegut en el desarrollismo dels seixanta buscava instintivament menys coercions. En part, a causa de la mateixa cultura de classe mitjana; després, per la influència de la televisió i les facilitats més grans per viatjar, i també pels milions de turistes de l'Europa rica i liberal que arribaven a Espanya durant la meitat de l'any.
D'una altra banda, el consumisme va activar l'economia però també va acabar generant puges salarials per afrontar les necessitats creixents, i els sindicats verticals havien d'atendre aquestes demandes tant com poguessin.

#### Un nou tipus de representació sindical
Enmig d'aquesta oposició creixent però inarticulada va començar a assentar-se un nou tipus de representació sindical quan els treballadors van començar a nomenar els seus propis delegats per a les negociacions, que ignoraven el sindicalisme vertical. Eren les «comissions obreres», que amb el temps van adquirir força pròpia, especialment a partir de 1964, quan van participar en les deliberacions del conveni col·lectiu del metall. Inicialment, en la coordinació d'aquestes comissions, hi van participar sindicalistes comunistes (Marcelino Camacho), però també alguns falangistes idealistes desil·lusionats amb el règim de Franco.
Amb el temps, el PCE va acabar dominant l'organització des de dins, i va culminar la trajectòria estratègica iniciada els anys cinquanta, adaptant-la als anys seixanta amb l'anomenada «aliança de les forces del treball i la cultura».

#### L'oposició a Catalunya
Dins l'aperturisme controlat dels anys seixanta figurà la tolerància a l'edició d'obres en català (Edicions 62), no tant per un exercici de benevolència gratuïta, sinó més aviat acceptant la realitat que, malgrat les prohibicions, a Catalunya s'editava cada vegada més literatura en la llengua nacional.
Una altra manifestació de l'empenta contestatària que remuntava a Catalunya va ser la Caputxinada, el tancament de professors i estudiants al convent dels caputxins de Sarrià, en protesta per les multes imposades a un grup de prominents intel·lectuals (1966).
D'aquest esdeveniment en va sorgir el Sindicat Democràtic d'Estudiants de la Universitat de Barcelona. A partir d'aquí es va organitzar una Taula Rodona de partits i el 1969 es creà la Coordinadora de Forces Polítiques clandestines. Dos anys més tard, i amb l'agregació de nous grups polítics, es va fundar l'Assemblea de Catalunya, a la parròquia de Sant Agustí de Barcelona.

#### Franco prepara la successió
Tot aquest conjunt de factors feien que el sistema mateix s'autoalliberés. De fet, les tendències dels prohoms del règim eren cada vegada més difuses. Els vells falangistes prominents estaven arraconats, l'exèrcit se centrava en la modernització dirigida pels nord-americans i els tecnòcrates no eren ja només de l'Opus Dei.
Franco començava a preparar la seva successió, la qual cosa va comportar l'ascens de l'almirall Luis Carrero Blanco, home en qui confiava personalment però que també encarnava la línia més dura del règim. D'una altra banda, el juny de 1969, el príncep Joan Carles de Borbó, fill de Joan de Borbó i Battenberg i net d'Alfons XIII, va ser proposat per les Corts com a successor en la direcció de l'Estat, com a futur monarca.

### El franquisme tardà (1969-1975)

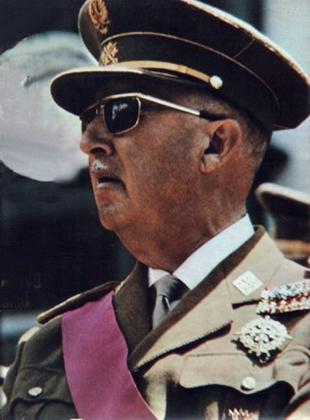
Francisco Franco (1969)

El ressorgiment del moviment obrer i estudiantil organitzat, la creixent oposició política de les forces clandestines —sovint abonades per l'Església de base— i el nacionalisme basc i català, van impulsar el règim a una lleugera obertura —«l'esperit del 12 de febrer»— propiciat per Carlos Arias Navarro a conseqüència de l'assassinat de l'almirall Carrero Blanco i la malaltia del dictador car el 14 d'octubre de 1975, Franco queia greument malalt i s'iniciava una llarga agonia (acompanyat de relíquies que els bisbes franquistes duien a la seva habitació) que va acabar el 20 de novembre de 1975. Abans, però, al setembre, havia signat les penes de mort de cinc militants del FRAP i d'ETA.
La mort del dictador i la seva successió per part del príncep Joan Carles com a cap d'Estat van obrir la transició cap a un sistema polític basat en una democràcia parlamentària.

#### La debilitat social del règim
Durant aquest període el règim va mostrar una debilitat creixent, que anava aparellada al deteriorament en l'estat de salut de Franco. En una situació d'avançada indefinició ideològica, les decisions personals del cap d'Estat, com a àrbitre entre faccions i capelletes, havien adquirit una excessiva influència. Ell mateix s'havia deixat anar envoltant per la influència de familiars, addictes i camarilles, i per això la seva influència real va tendir a decréixer. D'una altra banda, la majoria dels homes del règim eren conscients de l'escàs ascendent que tenien sobre la societat espanyola i, per tant, havien perdut confiança en ells mateixos. L'anomenat escàndol financer Matesa, que va esquitxar la tecnocràcia de l'Opus, va culminar aquest panorama.
Encara que la bel·ligerància contra el règim no va ser socialment generalitzada —hi prevalia una actitud de displicència i desinterès— l'oposició sí que havia guanyat confiança i així va continuar fins a la mort del dictador.

#### L'oposició armada
En aquest context va fer la seva aparició, ja al principi del període, el fenomen de l'independentisme armat al País Basc, encarnat en l'organització Euskadi ta Askatasuna (ETA), que ja a l'agost de 1968 va dur a terme el seu primer atemptat reivindicatiu. La reacció de les forces de seguretat contra aquesta i altres accions va comportar la detenció de diversos activistes que van ser jutjats i condemnats a mort en els anomenats processos de Burgos, al final de 1970. Les sentències van originar una àmplia i furibunda condemna en diversos països europeus, i a Catalunya, personalitats de l'elit cultural es van tancar com a protesta al monestir de Montserrat.
A les accions d'ETA (que es van incrementar dràsticament a partir de maig de 1975), s'hi van sumar les d'altres comandos d'extrema esquerra, entre els quals cal destacar el FRAP (Front Revolucionari Antifeixista Patriòtic), que propugnava un model albanès. El règim va reaccionar amb duresa i va decretar diverses penes de mort contra el militant anarquista català Puig Antich (primavera de 1974) i diversos membres d'ETA i del FRAP (setembre de 1975) la qual cosa va provocar un enorme rebuig internacional i l'aïllament diplomàtic del règim. Diversos sectors de l'Església també es van sumar a l'ofensiva, i la primavera de 1974 Antonio Añoveros, bisbe de Bilbao, va atacar públicament la prohibició del lliure ús de la llengua basca, i malgrat que va ser deportat, la jerarquia eclesiàstica, i fins i tot el Vaticà, li van donar un suport clar.
En aquells moments, el règim vagarejava entre les tendències liberalitzadores i les regressives. La pressió internacional pels processos de Burgos va fer que Franco decretés l'amnistia dels condemnats a mort. Però l'escàndol Matesa va contribuir a l'ascens del nou falangisme tecnocràtic, amb persones com Cruz Martínez Esteruelas o el professor Velarde Fuentes.
D'una altra banda, el juny de 1973 Franco va renunciar per primera vegada a les funcions de cap de govern i les va transferir a l'almirall Carrero Blanco, que immediatament va formar un nou gabinet, renovadorament conservador, al qual van tornar amb força els ministres falangistes.

#### L'ascens de Carrero Blanco

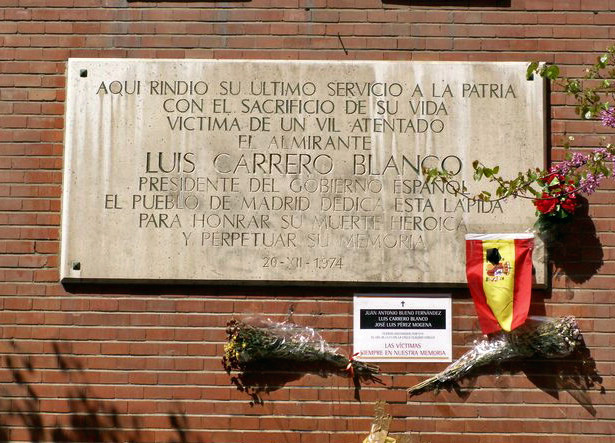
Placa commemorativa al lloc de l'assassinat de Carrero Blanco.

L'ascens de l'almirall Carrero Blanco semblava que anticipés un futur d'ortodòxia franquista després de la previsible desaparició del dictador. Però el mes de desembre de 1973, l'assassinat de l'almirall en un espectacular atemptat perpetrat per un comando d'ETA, en ple centre de Madrid, va comportar nous i inesperats canvis: el nou cap de govern va ser Carlos Arias Navarro, que va omplir els ministeris de més personalitats falangistes i va reduir al mínim la participació dels tecnòcrates de l'Opus (fins i tot López Rodó va perdre la cartera d'afers estrangers). Però, amb gran sorpresa general, el nou gabinet no va trigar a llançar propostes aperturistes, com la d'organitzar «associacions polítiques» o la que deixava a la ciutadania poder elegir lliurement els alcaldes (febrer de 1974).
Aquestes tendències es van accelerar sobtadament amb la primera gran crisi en la salut del dictador (juliol de 1974). Quan va acabar l'estiu, Franco va reprendre les seves funcions, però la camarilla familiar havia guanyat més influència sobre ell i cada vegada més figures del mateix règim van començar a comprometre's en la previsible transició.
L'any i mig següent va ser un període de desordre creixent, no solament polític, sinó també econòmic. La primera crisi petrolera a escala mundial va afectar molt negativament diversos sectors clau de l'economia espanyola, com per exemple, el turisme. A més, davant la incertesa política, la inversió estrangera es va contraure significativament. El panorama es va completar amb una desastrosa sequera, l'hivern de 1974 a 1975. El desenvolupisme i la bonança econòmica que havien apuntalat el règim durant els anys seixanta ara rebien un cop ben dur.

#### L'oposició política
L'oposició política continuava fent pressió, especialment en el front sindical, on els organismes oficials ja estaven en fallida i els empresaris mateixos pressionaven per desmuntar-la, atesa la seva incapacitat mediadora en els conflictes laborals. Al començament de 1975, el govern va autoritzar les primeres eleccions sindicals en fase d'enllaços i jurats d'empresa. Hi van concórrer sindicats de rerefons polítics ben diversos, llevat de la Unió General de Treballadors), propera al PSOE. Sí que ho van fer les Comissions Obreres, emparentades amb la línia comunista, que van obtenir el triomf.

#### La crisi del Sàhara espanyol
En aquest estat, ja terminal, al règim franquista s'hi va sumar una nova i inesperada crisi internacional en el Sàhara espanyol: El rei Hassan II del Marroc va llançar una campanya per a l'annexió d'aquesta regió, rica en fosfats. Encara que l'ofensiva diplomàtica ja havia començat l'estiu de 1974, quan el monarca va reclamar el suport dels països àrabs, la pressió va pujar de to la tardor de 1975, coincidint amb un empitjorament de l'estat de salut de Franco.
Durant el període d'agonia del dictador, que es va allargar artificialment durant cinc setmanes, el Marroc va organitzar l'anomenada Marxa Verda, que va dur a milers de civils fins als límits fronterers de la colònia espanyola i va estar a punt de provocar una guerra oberta. El 30 d'octubre, l'aleshores príncep Joan Carles va assumir interinament la direcció de l'Estat i amb el seu viatge al Sàhara va contribuir a desactivar la crisi.
El 20 de novembre moria Franco i s'iniciava el que s'ha vingut a anomenar la transició democràtica espanyola.

## El franquisme després de Franco
Com que el règim va controlar l'educació durant 40 anys i la transició cap a la democràcia va ser gradual, alhora que hi va haver una amnistia general per a tots els integrants o col·laboradors del règim franquista, hi ha qui argumenta que el franquisme, com a fet social, va perdurar a Espanya molt més enllà de 1975 (l'anomenat franquisme sociològic). Al contrari de l'Alemanya, on la desnazificació va començar unes setmanes després de la mort d'Adolf Hitler, el procés de desfranquització va emprendre's molt més lentament a la península: la primera iniciativa legislativa al nivell nacional va fer-se esperar fins al 2007 amb l'aprovació de la Llei de memòria històrica.
Òbviament, això és objecte de controvèrsia i, de fet, l'ús del terme franquista de manera derogatòria ha estat relativament habitual en el debat polític en els darrers anys. Actualment, hi ha grups reduïts d'ultradreta que es declaren franquistes i reivindiquen obertament el règim franquista. Aquests grups defensen una visió de la història d'Espanya coherent amb la que propagava el franquisme.

## Condemnes internacionals
El 17 de març de 2006 l'Assemblea Parlamentària del Consell d'Europa que engloba un total de 46 països, condemnà unànimement les «greus i múltiples violacions de drets humans comeses a Espanya pel règim franquista entre 1939 i 1975». També va proposar que el dia 18 de juliol de 2006 sigui considerat «dia oficial de condemna a la dictadura franquista» demanant que es permeti als historiadors l'accés lliure a tots els arxius de la Guerra Civil, per tal que es puguin analitzar tots els documents amb la màxima objectivitat possible.
Van signar l'acord tots els diputats, excepte el PP i la ultradreta.
En qualsevol cas, l'informe sosté que durant el règim franquista:
- Es varen produir entre 500.000 i 1.000.000 de morts. (Les xifres es mantenen en discussió).
- Els primers dies del cop varen sorprendre unes 50.000 persones en «el bàndol equivocat» i foren assassinades o executades en judicis sumaríssims. (Aquesta xifra és probablement comparable en ambdós bàndols.)
- La Guerra Civil espanyola fou un primer exemple de guerra total presagiant els pitjors escenaris del que posteriorment fou la Segona Guerra Mundial.
- Fou particularment greu el comportament amb les dones en nom del concepte franquista de «redempció», amb violacions, confiscació d'aliments o execucions pel comportament dels seus fills o parelles.
- Es condemnà sense judici nombrosos presoners polítics pel sol fet de ser republicans, per la denominada detenció administrativa, molt semblant a la detenció protectiva del nazisme. Les condemnes eren a mort o a penes de presó de 20 o 30 anys. (Les xifres oficials franquistes parlen d'uns 60.000 a 62.000 només entre 1940 i 1941).
- Durant els anys quaranta hi havia una quantitat enorme de presoners polítics. D'acord amb les xifres oficials, que els historiadors generalment consideren subestimades, en la primera meitat de la dècada es va arribar a 300.000 presoners d'una població de 25,9 milions d'habitants. Com a comparació, la totalitat de la població empresonada el gener del 1936, abans de la guerra civil, era de 34.526 reclusos. El 1940 el nombre de presoners per cada 100.000 habitants fou quasi tan alt com el seu equivalent a l'Alemanya nazi (1.158 i 1.614, respectivament).
- Les condicions espantoses d'arrest i d'empresonament, que sistemàticament incloïen la fam, l'amuntegament massiu i les malalties epidèmiques constituïren una violació dels drets humans.
- Brutalitat policíaca i tortura sistemàtica com a norma. Violacions a dones dins de dependències policíaques, abusos físics i psicològics. Les incomptables morts a les presons es comptabilitzaven com a suïcidis. No era excepcional que les autoritats reaccionessin assassinant familiars. El 1944 fonts del Ministeri de Justícia asseguraren que uns 190.000 presoners moriren o foren executats a la presó.

Entre les conclusions de l'informe «hi ha suficients evidències per provar que els abusos contra els drets humans sota el règim de Franco, foren extensius i sistemàtics» i proposa a la comissió que creï un comitè d'experts amb l'objectiu de recollir i avaluar tota la informació possible.
Per altra banda, des de l'any 2010 una querella argentina contra els crims del franquisme, que és un conjunt de més de 150 querelles judicials, ha estat interposada davant d'un jutjat penal de l'Argentina pels delictes de genocidi i crims de lesa humanitat comesos a Espanya per la dictadura franquista entre el 17 de juliol de 1936 i el 15 de juny de 1977. La causa fou oberta per la jutgessa María Romilda Servini de Cubría acollint-se al principi de jurisdicció universal.

## Filmografia

Cartell de Bienvenido Mister Marshall

- Raza (1941) José Luís Saenz de Heredia amb guió de Pedro de Andrade (pseudònim del general Franco)
- Esa pareja feliz. Juan Antonio Bardem i Luis García Berlanga, 1951.
- Surcos. José Antonio Nieves Conde, 1951.
- Bienvenido, Mister Marshall. Luis García Berlanga, 1952.
- El verdugo. Luis García Berlanga, 1963.
- La caza. Carlos Saura, 1965.
- La escopeta nacional. Luis García Berlanga, 1977.
- Alícia a l'Espanya de les meravelles. Jordi Feliu i Nicolau, 1978.
- Operación Ogro. Gillo Pontecorvo, 1979.
- El crimen de Cuenca. Pilar Miró, 1979.
- Espérame en el cielo. Antonio Mercero, 1987.
- Los años vividos. Mercedes Odina. RTVE, 1991.
- Tu nombre envenena mis sueños. Pilar Miró, 1996.
- Los años bárbaros. Fernando Colomo, 1998.

### Documentals
- Els nens perduts del franquisme. Montse Armengou i Ricard Belis. 30 Minuts. Televisió de Catalunya, 2002.[24][25]
- Les fosses del silenci. Montse Armengou i Ricard Belis. 30 Minuts, TVC, 2003.[26]
- La guerra dibujada. 2003. (castellà)[27]
- Carmen Polo, la señora de Meirás, 2004. (castellà)[28]
- Una inmensa prisión, 2005. (castellà)
- Franco, el centinela de occidente, 2005. (castellà)
- Escándalos económicos del franquismo, TVE, 2006. (castellà)
- Marinaleda, el sueño de una tierra, 2007. (castellà)
- Hollywood contra Franco, Oriol Porta, 2008.[29][30]
- Los caminos de la memoria. José Luis Peñafuerte, 2009 (castellà).[31][32]
- Estudiants per la llibertat. Sense ficció, TVC, 2010.[33]
- Guinea, el sueño colonial, TVE, 2010. (castellà)[34]
- La España de Franco 1939-1975. (castellà)